# バネ足ジャック
バネ足ジャック（バネあしジャック、Spring-heeled Jack）は、ヴィクトリア朝時代のイギリスで広まった都市伝説の怪人。多くの目撃例があり、個々の事例ごとに差異はあるものの、共通点としてはその「バネ足」という名の通り、驚異的な跳躍力を持つ。最初の目撃例は1837年のロンドンであり、以降、（長期の沈黙期間も含めて）70年近くに渡り、イギリス各地（特にロンドン郊外、ミッドランド、スコットランド）で目撃が報告された。
もとは伝統的なロンドンの幽霊（ゴースト）の一種と見なされ、独りでいる若い女性を襲った事例などが新聞紙面でも報じられた。やがてそのユニークな特徴から、子供を躾けるために触れられる恐怖の存在や、当時流行った低俗雑誌ペニー・ドレッドフルの定番の登場キャラクターとなった。さらに19世紀末になるとそれまでの悪役から主人公（ヒーロー）として扱われるようにもなった。
後世の大衆文化においてもしばしばバネ足ジャック自体や、あるいはそれを模したキャラクターが登場する。

## 歴史

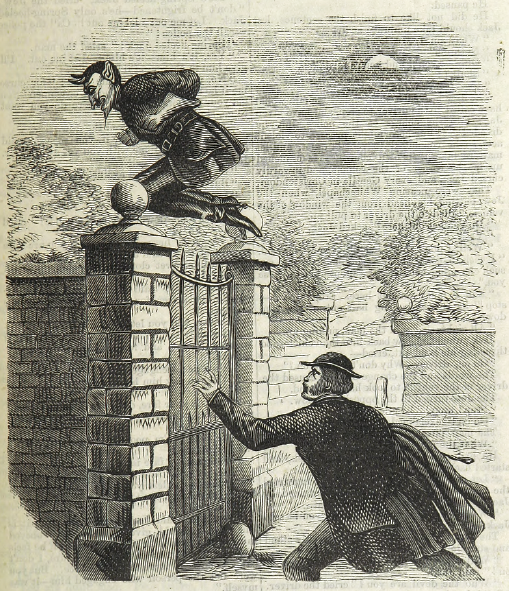
定期刊行物『バネ足ジャック：ロンドンの恐怖』の挿絵で描かれたバネ足ジャック

ほとんどの二次資料では、バネ足ジャックの最初に報告された目撃例は1837年のロンドン、最後の目撃例は1904年のリヴァプールとされている。

### 前史
19世紀初頭のロンドンでは、街をうろつく幽霊（亡霊）の報告例があった。この幽霊は人の形をした青白い影と表現され、独りだけの歩行者を狙って後をつけ、食べてしまうと信じられていた。こうした人影について語れる話は、ロンドンにおける独特な幽霊の伝統の一部を形成し、専門家の中には、これがバネ足ジャックの伝説を基礎づけたと主張する者もいる。
これら初期の幽霊の中で重要なのがハマースミスの幽霊であり、これは1803年と1804年に（また1824年にも再度の報告例）ロンドンの西端に位置するハマースミスで報告されたものである。また、別の報告例として夜中に人を襲ったというサウサンプトンの幽霊の報告例もある。これら幽霊は、後のバネ足ジャックと多くの共通点があり、家を飛び越えたり、身長が10フィート（3.0メートル）以上あったなどとされている。

### 最初の報告例
当時ではなく、後世の記述によれば、1837年10月にメアリー・スティーブンスという名の少女が襲われた記録が最初の例である。彼女はバタシーに住む両親を訪ねた後、自身が使用人として働いているラベンダー・ヒルに向かって歩いていたところ、クラパム・コモンで謎の人影に襲われた。それは暗い路地から飛び出して彼女に襲いかかり、両腕を強く握って拘束すると服を引き裂き、爪で彼女の身体に触れながら、顔にキスをし始めたという。後の彼女の証言によれば、爪は「死体のように冷たく、ベタベタしていた」。パニックになった彼女が悲鳴をあげると犯人はその場から逃げ出した。この騒ぎを受けて近隣住民がすぐに犯人を探したものの、見つからなかった。
その翌日、この犯人はメアリーの家の近くで別の事件を起こしたとされる。通り過ぎる馬車を妨害するように飛び出し、御者は制御を失って衝突し、重傷を負った。
複数の目撃者によれば、彼は甲高い笑い声を上げながら、高さ9フィート（2.7メートル）の壁を飛び越えて逃げていったという。
この謎の人物のニュースは徐々に広まり、間もなくしてマスコミや大衆は「ばね足ジャック（Spring-heeled Jack）」と名付けた。

### 公式報告

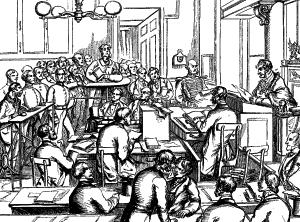
ロンドンの市長官邸の公開会議を描いたイラスト（1840年）

最初の目撃例から数カ月後の1838年1月9日、ロンドン市長サー・ジョン・コーワンは市長官邸で行われた公開会議で数日前に受けたという「ペッカムに住む者」と名乗る匿名の苦情を明らかにし、追加の情報を求めた。その手紙によれば、ある上流階級の人物3名が賭けに負けた罰として幽霊や熊、悪魔などに扮装して他人の敷地に無断侵入したり、女性を驚かせて気絶させている、というものであった。また、この事件は既に相当期間続いているにもかかわらず、一向に新聞などでも取り上げられないことに、何らかの圧力がかかっている可能性を告発する趣旨もあった。
市長自身は懐疑的であったものの、居合わせた一人は若い下女たちがそのような話をしていたことを確認していた。この事件は1月9日にタイムズ紙が、続いて10日に他の全国紙も相次いで報じ、その翌日から市長宛てに、ロンドン各所での同様の悪質なイタズラについての目撃情報が押し寄せた。市長は市長官邸に寄せられた手紙の山を公開し、当時既に、この事件がロンドン郊外にまで広がっていたことを示唆している。この寄せられた手紙の中には鉤爪で怪我を負わされたというものから、恐怖で死亡したという事例まで様々なものがあった。
この件に対する市長の認識はしばしば曖昧であった。彼自身は目撃例は「最大限に誇張されたもの」であり、「幽霊が地上で悪魔のような仕業を行う」ことはありえないと考えていた。しかし、一方で信頼する人物からフォレストヒルの使用人の少女が熊の皮を被った者に驚かされ、発作を起こしたという話も聞いていた。市長はこの事件に関与した者は間もなく逮捕され、処罰されると確信していた。
1838年4月14日付のタイムズ紙では、ブライトン・ガゼット紙が奇妙な事件を報じたという形で、サセックス州ローズヒルの庭師が未知の生物に怯えさせられたという一件を報じた。具体的には4月13日に「熊か、あるいは他の四本脚の動物の姿」をした何かが現れ、唸り声で庭師の注意を引くと庭の壁に登ってその上を走り抜け、飛び降りると彼を追いかけまわしたという。恐怖を与えた後、それは再び塀をよじ登って去った。
この件はこれまでのバネ足ジャックの特徴とはほぼ無関係にもかかわらず、タイムズ紙は「バネ足ジャックはサセックスの海岸にたどり着いたようだ」と書いた。

### オルソップ事件

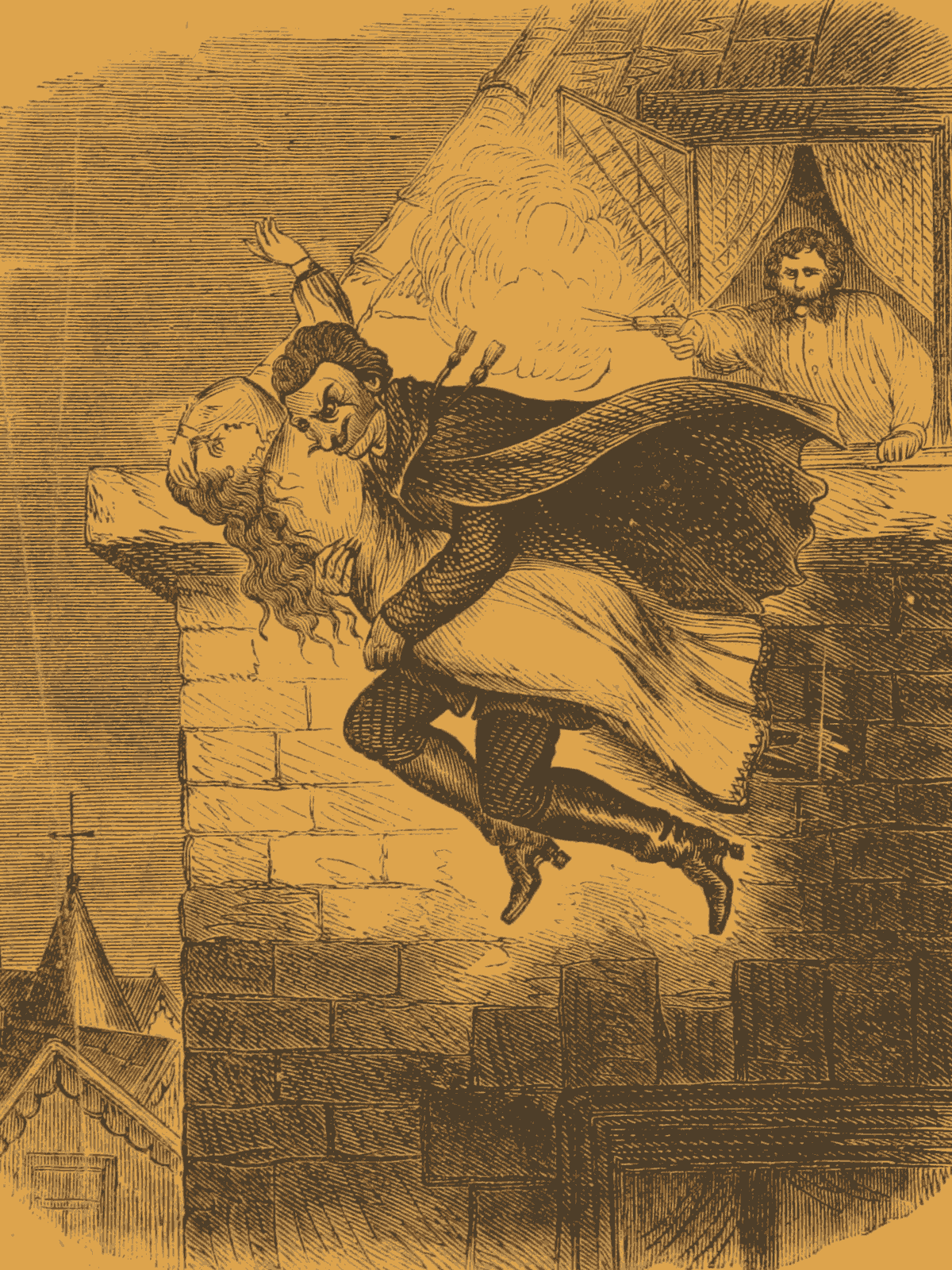
定期刊行物『バネ足ジャック：ロンドンの恐怖』の挿絵（1867年）

1838年2月19日の夜にジェーン・オルソップという10代の少女がバネ足ジャックに襲われた。彼女の証言によれば、同夜、家のドアを開けると警官を名乗る男より、「バネ足ジャックを小道で捕まえたので明かりが欲しい」と言われたという。そこで彼女がロウソクを持っていくと、その男が大きなマントを羽織っていることに気がついた。彼女がロウソクを渡した瞬間、男はマントを脱ぎ捨てて、口から白青の炎を吐き、目は「赤い火の玉」のような恐ろしい姿を現した。彼女は、男が大きなヘルメットを被り、白い油膜のようなピッチリとしていた服を着ていたとも述べている。男は何も言わずに彼女を捕まえ、（彼女によれば金属質の）その爪で彼女のガウンを引き裂いた。彼女は悲鳴を上げて助けを求め、なんとかその手から逃れると家の方へ走った。彼は階段で彼女を捕まえると、首と腕に傷を与えた。姉妹の一人に助けられ、男は逃げた。

### スケールズ事件
オルソップ事件から9日後にあたる1838年2月28日、18歳のルーシー・スケールズは妹とライムハウスの高級住宅街に住む兄を訪ねた。彼女が警察に述べたところによれば、その帰り道、グリーン・ドラゴン・アレーを通りかかったときに道の角に人が立っていることに気づいた。その人物は大きなマントを羽織っており、ルーシーの後ろに妹がいる形で2人が近づくと顔に「大きな青い炎」を吹きかけてきたという。目が見えなくなった彼女は驚いて地面に倒れ、その後、数時間にわたり激しい発作に襲われた。
兄は、妹の悲鳴が聞こえて急いで現場に向かい、そこで地面に倒れ発作を起こすルーシーと、彼女を抱きかかえて支えようとしている妹を発見したという。ルーシーを家に連れ帰った後、兄は何があったのかを妹から聞き出した。その証言によれば、彼女らを襲った者は長身痩躯の紳士的な出で立ちの人物で、外套を羽織り、警察が使用するものと同じ小さなランプあるいはブルズアイ・ランタンを持っていたという。襲撃者は言葉を発することはなく、それ以上の加害もなく、素早く立ち去った。警察は犯人の捜査に躍起となり、何人かの容疑者を逮捕したものの、いずれも釈放された。

### 社会への浸透

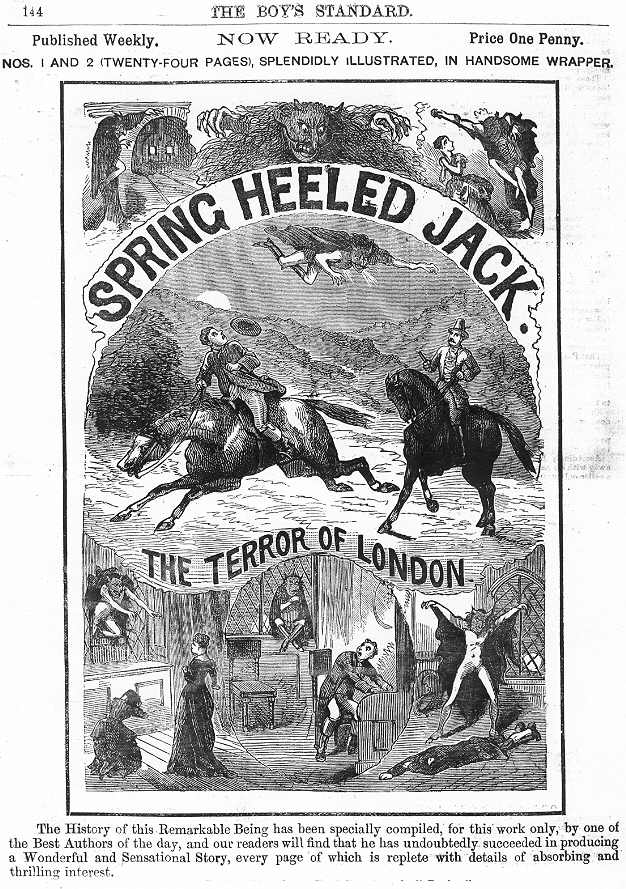
ペニー・ドレッドフル『バネ足ジャック』のチラシ（1886年）

1838年3月2日、タイムズ紙は「オールド・フォードで最近起きた暴挙」という見出しでオルソップ事件について報じた。
続いて、この事件の直後にモーガンズ・アームズにて自分こそがバネ足ジャックであると自慢していたトマス・ミルバンクの逮捕と裁判が報じられた。この件ではミルバンクの白いオーバーオールとグレートコートが家の外に落ちていたなど、不利な証拠があった。しかし、被害者のジェーンが犯人は火を吹いたと証言したため、そんなことできるはずもないミルバンクは無罪となった。
こうした事件の後、バネ足ジャックは当時の人気あるキャラクターの1つとなった。その活躍は新聞で報道され、庶民向けの安価な定期刊行物ペニー・ドレッドフルや当時数多くあった安劇場の題材となった。著名な人形劇『パンチとジュディ』では従来の「悪魔」の役が、バネ足ジャックに置き換えられることもあった。
ヘンリー・メイヒューは著書『ロンドン労働者とロンドン貧民』（London Labour and the London Poor）の中で次のように述べている。
彼が出現すれば大きなニュースとなったが、しかし、有名になるのに反比例して、その出現報告は減っていった。ただ、1843年はにわかに目撃情報が増えた年であり、ノーザンプトンシャーでは「角と炎の目を持つ、まさに悪魔そのものの姿」と表現され、イースト・アングリアでは郵便馬車を襲ったという報告が頻繁になった。1847年7月、デヴォン州テインマスでは「バネ足ジャック事件捜査」が行われ、フィンチ大尉と呼ばれる男が、2件の婦女暴行の罪で有罪判決を受けた。この事件において彼は「雄牛の、皮・頭蓋骨・角に、マスクのような皮のコートを着て変装していた」とされている。

### 末期の報告例
1870年代に入るとバネ足ジャックの目撃例は、各地に点在して現れるようになった。1872年11月、ニューズ・オブ・ザ・ワールド紙は、「（ペッカムでは）ペッカムの幽霊という名で知られる不可思議な姿で、不安感を煽るものによって、街が騒然としている」と報じ、社説において「それはかつて人々を恐怖に陥れたバネ足ジャック」に違いないと指摘した。
同様の記事はイラストレイテッド・ポリス・ニュース紙にも掲載され、1873年4月と5月にシェフィールドにて「公園の幽霊」の目撃情報があり、地元住民たちはこれもバネ足ジャックと呼ぶようになったと報じた。

#### オールダーショット

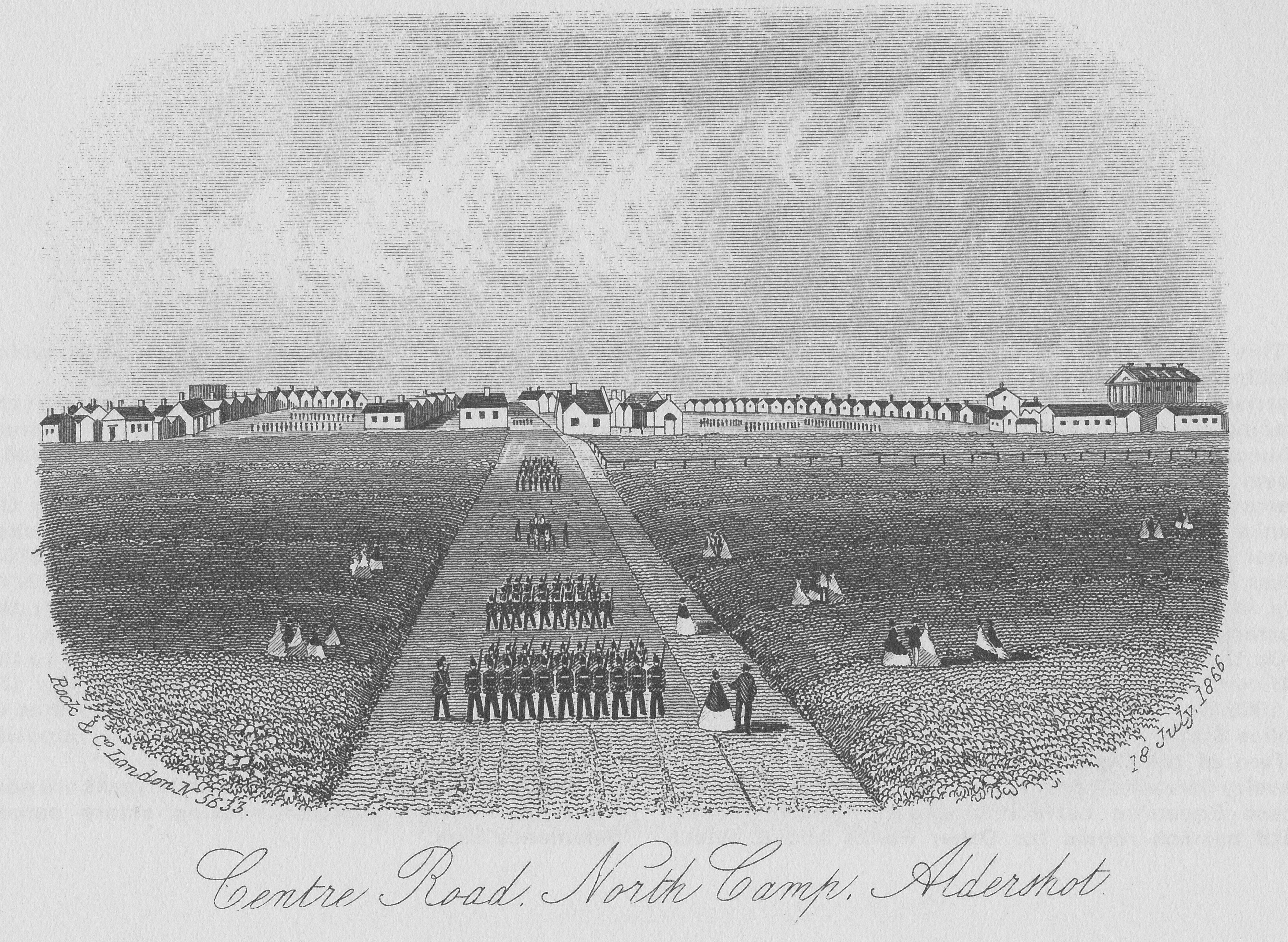
オールダーショット駐屯地の北部キャンプの絵（1866年）。

1877年8月にオールダーショットにて、現地の駐屯地の兵士がバネ足ジャックに関する興味深い報告を行った。それによれば、北側に配属されていた歩哨が暗闇を覗き込んだところ、奇妙な人影が 「向かってくる」のに気づいた。兵士は警告を発したが無視され、そのまま接近されると何度も平手打ちを食らったという。兵士は発砲したが、目に見えて効果はなかった。これについて別の情報筋ではこれは空砲であったとし、また別の情報筋では警告射撃だったとするものもある。いずれにせよ、その後、奇妙な人影は「驚くべき速さ」で周囲の暗闇の中に消えたという。
アーネスト・ハミルトン卿が1922年に出版した回顧録『Forty Years On』にも、オールダーショットのバネ足ジャックについての記述がある。ただ、（明らかに誤って）この騒動があったのは、彼が第60ライフル連隊を率いて、オールダーショット駐屯地に入った1879年の冬とし、また1878年の冬にコルチェスターに駐屯していたときにも同様のことがあったと記している。
それによれば、オールダーショットでは恐慌状態が段々と酷くなり、このため、歩哨に弾薬が支給され「夜の恐怖」は発見次第、射殺するよう命令が下されたという。その後、目撃例はなくなったとハミルトンは付け加えている。また、彼の推測によれば同僚のアルフリー中尉のいたずらであったとしている。
しかし、彼がこの一件で軍法会議にかけられたという記録はない。

#### リンカン
1877年の秋、リンカンシャーのリンカンにて、羊の皮を被ったバネ足ジャックの目撃例が報告された。この時、怒った暴徒が彼を追い詰めたが、オールダーショットの時と同様に住民から発砲を受けても平然としていたという。そして、いつものように、その跳躍力で群衆を振り切り、姿を消したという。

#### リヴァプール
19世紀末までにバネ足ジャックの目撃例はイングランド北西部に移動していた。1888年頃、リヴァプール北部のエヴァートンにてソールズベリー通りにある聖フランシスコ・ザビエル教会の屋上に現れたとされる。1904年には近くのウィリアム・ヘンリー通りに現れたという報告があった。

## ビクトリア朝の大衆文化への影響
大きく広まったバネ足ジャックにまつわる都市伝説は、ヴィクトリア朝時代の生活、特に大衆文化において、多くの影響を与えた。何十年にも渡り、特にロンドンにおいてはブギーマンと同一視され、「いい子にしてないと夜にバネ足ジャックがやってきて、飛び上がって窓から覗いてくるぞ」と子供を躾ける常套句にされていた。
特にバネ足ジャックの都市伝説が大きな影響を与えのが娯楽目的のフィクション分野であった。1838年1月から2月にかけて、実際の事件に基づくという触れ込みで、3冊の小冊子が発行された。フィクションと名乗らなかったが、少なくとも部分的にフィクションであったと思われる。この小冊子は大英図書館に収蔵されていたものが唯一知られていたが、ロンドン大空襲（ザ・ブリッツ）において失われた。ただ、目録にはまだ最初のものが残っている。
19世紀後半には多くのペニー・ドレッドフルに登場するようになった。最初は悪役であったが、次第に主人公（ヒーロー）に変化していった。1900年代初頭には、特徴的な衣装（コスチューム）に身を包み、利他的な悪への報復者や無辜の人々の守護者として描かれ、これは後のパルプ・フィクションやコミックスにおけるスーパーヒーローの先駆けと呼べるものであった。

## バネ足ジャックに関する諸論
バネ足ジャックが捕まったことはなく、特定されたこともない。伝えられる並外れた能力や非常に長きにわたる活動期間などにより、彼の正体や特徴について様々な説が生まれることとなった。
通常は一般論としての説明が求められるのに対し、逸話をより細部まで探求し、様々な超常現象的な理由付けを行うものもある。

### 存在を疑う立場からの意見

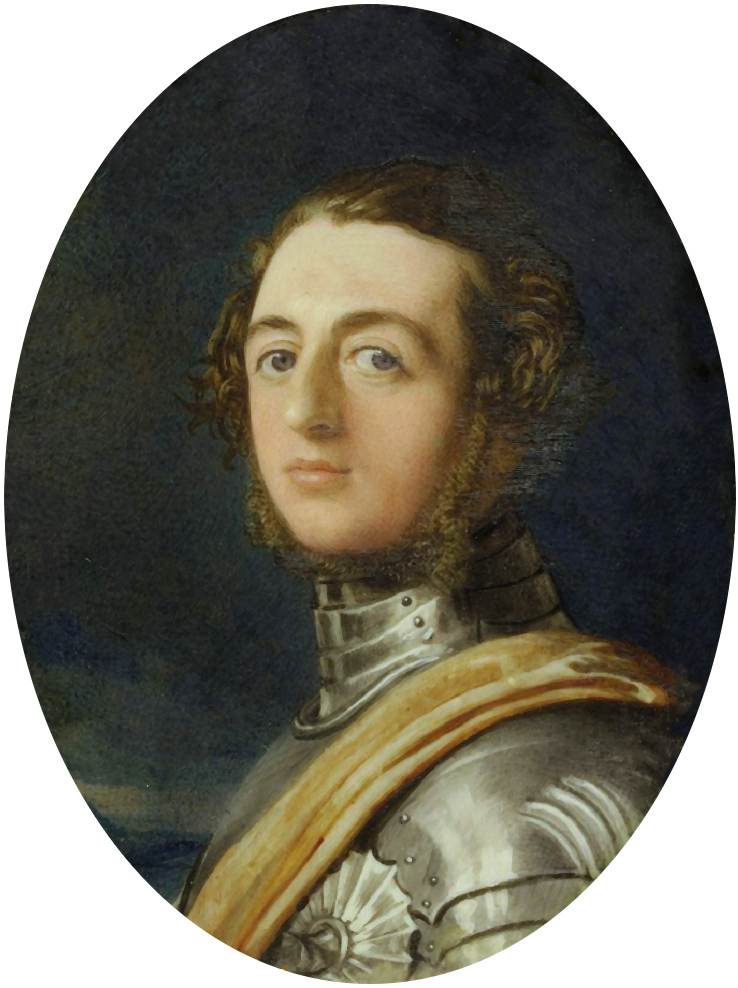
ウォーターフォード侯爵の肖像画（1840年）

現実的な観点としては「バネ足ジャック」の伝説は、ブギーマンや悪魔といった長らく語り継がれてきた伝承や、あるいは悪魔に追われているといって屋根によじ登った男の話などが基になり、そうして誇張された都市伝説が集団ヒステリーを引き起こしたものだと推測される。
一説には最初の事件と、それに模倣犯たちが続いた結果だと推測するものもある。
「バネ足ジャック」は超自然的存在などではなく、不気味なユーモアセンスを持つ単独または複数人の愉快犯が起こしたものだと一般には考えられてきた。
この説は、無責任な賭けの末に青年貴族らを犯人として告発した市長宛ての手紙の内容とも一致する。
1840時点で広まっていた噂ではアイルランド貴族のウォーターフォード侯爵を主に犯人とみなすものであった。
著述家のピーター・ヘイニングは、侯爵が女性や警官に嫌な思い出があったことが動機ではないか、と推測している
ウォーターフォードは賭け事のためなら何でもすると言われ、泥酔して乱闘騒ぎを起こしたり、残忍なジョークや器物破損などで1830年代後半よりたびたびニュースになっていた人物であり、「気狂い侯爵」（マッド・マーカス、the Mad Marquis）と呼ばれていた。その野放図ぶりと女性蔑視は有名で、最初の「バネ足ジャック」事件が起きた頃もロンドン郊外にいたことも知られている。1880年にE.コブハム・ブリュワーは「侯爵は旅行者を怖がらせるために飛びかかって遊んでおり、時折、愚かな模倣犯も現れた」として、ウォーターフォード犯人説を主張している。

### 存在を信じる立場の意見

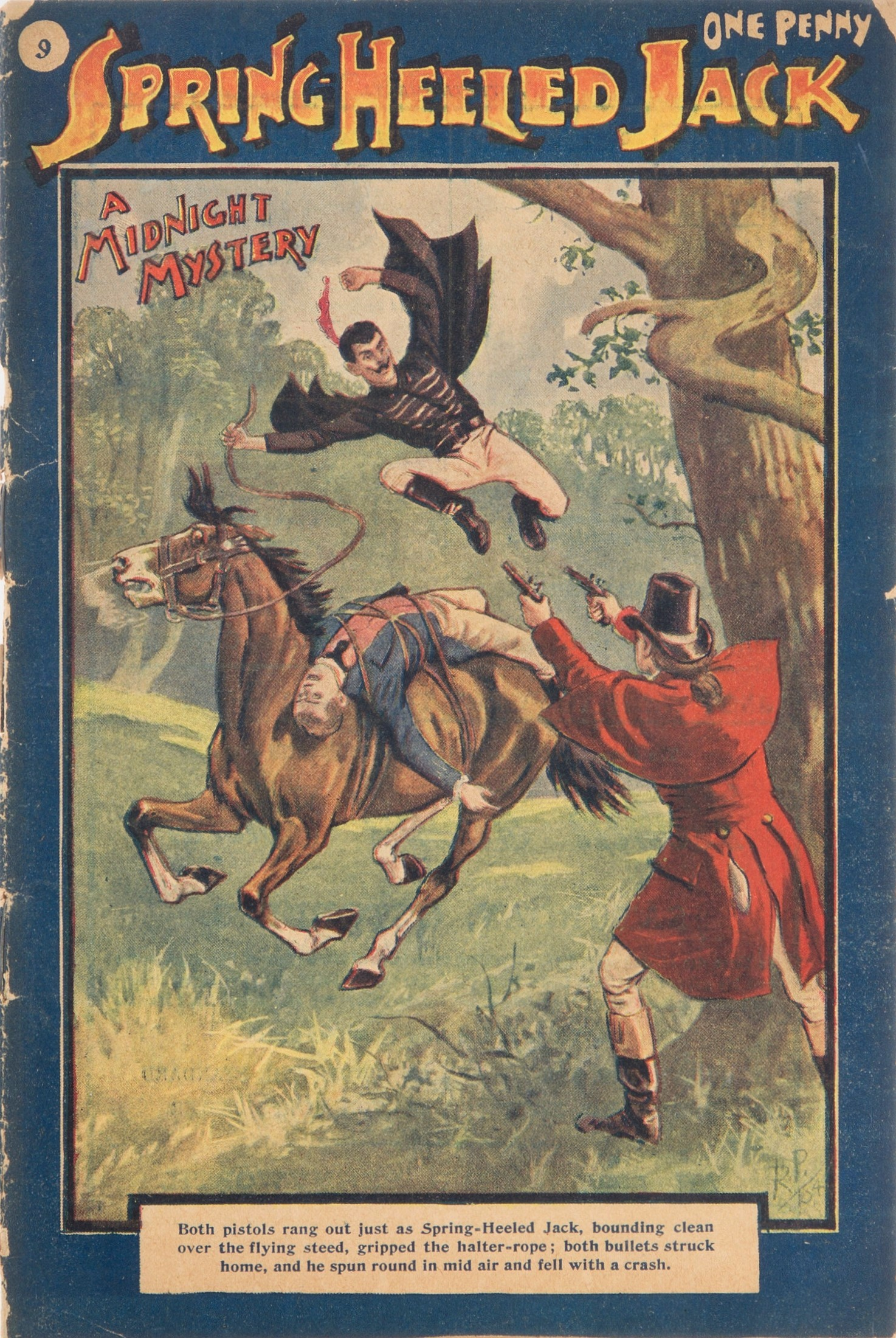
『バネ足ジャック』の表紙（1904年）

バネ足ジャックの正体や真相を説明するために、様々な荒唐無稽な超常現象に基づく主張もなされてきた。例えば、高重力世界に適応した結果、超人的な俊敏性を得た地球外生命体であるとか、オカルティストによって偶然ないし意図的に召喚された、もしくは超自然的な騒乱をもたらすために自発的に来た悪魔であったなどである。